# Rongcheng (Jieyang)

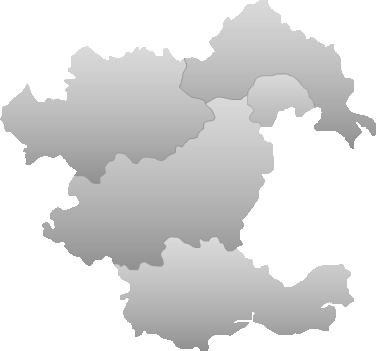
Lage des Stadtbezirks Rongcheng im Gebiet der bezirksfreien Stadt Jieyang

Der Stadtbezirk Rongcheng (chinesisch 榕城区, Pinyin Róngchéng Qū) ist ein Stadtbezirk in der südchinesischen Provinz Guangdong. Er gehört zum Verwaltungsgebiet der bezirksfreien Stadt Jieyang. Rongcheng hat eine Fläche von 497,2 km² und zählt 931.868 Einwohner (Stand: Zensus 2020). 

## Administrative Gliederung
Auf Gemeindeebene setzt sich der Stadtbezirk aus elf Straßenvierteln und einer Großgemeinde zusammen. 